# Aurnupen
Aurnupen är en bergstopp i Antarktis. Den ligger i Östantarktis. Norge gör anspråk på området. Toppen på Aurnupen är 1 200 meter över havet.
Terrängen runt Aurnupen är platt åt nordost, men åt sydväst är den kuperad. Trakten är glest befolkad. Närmaste befolkade plats är Sarie Marais, 19,9 kilometer öster om Aurnupen. 